# Praha-Velká Chuchle
Praha-Velká Chuchle je od 24. listopadu 1990 samosprávná městská část hlavního města Prahy o rozloze 602,62 ha, zahrnující celá katastrální území Velká Chuchle a Malá Chuchle, která tvořila původní obec Velká Chuchle. Malá Chuchle byla z Velké Chuchle odtržena při připojení k Praze roku 1922, Velká Chuchle byla připojena k Praze až roku 1968 a od té doby Malá Chuchle opět spadala pod místní národní výbor ve Velké Chuchli.
Přenesenou působnost pro správní obvod městské částí Praha-Velká Chuchle vykonává městská část Praha 16 se sídlem v Radotíně.